# أديلهيد كوش
أديلهيد كوش (بالبرتغالية: Adelheid Koch‏) هي عالمة نفس برازيلية، ولدت في 1886 في برلين في ألمانيا، وتوفيت في 1980 في ساو باولو في البرازيل.